# Consiglio nazionale delle regioni e dei distretti
Il Consiglio nazionale delle regioni e dei distretti (in arabo المجلس الوطني للجهات والأقالي‎?, Al Majlis Al Watani l'il Jihet W'al Akalim; in lingua francese: Conseil national des régions et des districts) è la camera alta dell'organo legislativo della Repubblica di Tunisia operativa, a seguito della promulgazione della Costituzione tunisina del 2022 approvata con un Referendum costituzionale il 25 luglio 2022, dal 19 aprile 2024, secondo la composizione delle elezioni tenutesi il 28-29 marzo.
Esso, insieme all’Assemblea dei rappresentanti del popolo, ha preso il posto del precedente parlamento monocamerale del paese.

## Funzioni
In base all'art, 84 della Costituzione, «i progetti relativi al bilancio dello Stato e i piani di sviluppo regionale devono essere presentati al Consiglio nazionale al fine di garantire l'equilibrio tra regioni e territori».
Il Consiglio nazionale partecipa del potere legislativo e, in base all'art. 85 della Costituzione svolge una funzione di controllo sull'attuazione dei budget e dei piani di sviluppo.

## Composizione
Secondo l'art. 81 della Costituzione:
Les membres de chaque conseil régional élisent parmi eux trois membres pour représenter leurs régions au sein du Conseil national des régions et des districts.
Les membres élus des conseils régionaux de chaque district élisent parmi eux un député pour représenter le district au sein du Conseil national des régions et des districts.
Le député représentant du district est remplacé dans les conditions fixées par la loi électorale.»
I membri di ogni consiglio regionale eleggono tra loro tre membri per rappresentare le loro regioni nel Consiglio nazionale delle regioni e dei distretti.
I membri eletti dei consigli regionali di ciascun distretto eleggono al loro interno un deputato che rappresenti il distretto nel Consiglio nazionale delle regioni e dei distretti.
Il sostituto del rappresentante distrettuale è sostituito alle condizioni fissate dalla legge elettorale.»